# Montigny-lès-Cherlieu
Montigny-lès-Cherlieu [mɔ̃tiɲi lɛ ʃɛʁljø] ist ein Dorf und eine Gemeinde im französischen Département Haute-Saône in der Region Bourgogne-Franche-Comté. Im Jahr 2022 zählte die Gemeinde 125 Einwohner.

## Geographie
Montigny-lès-Cherlieu liegt auf einer Höhe von 250 m über dem Meeresspiegel, sieben Kilometer westsüdwestlich von Jussey und etwa 32 Kilometer nordwestlich der Stadt Vesoul (Luftlinie). Das Dorf erstreckt sich im nordwestlichen Teil des Départements, westlich des Saônetals, am nördlichen Talhang der Ougeotte, am Rand der Höhen von Cherlieu.
Die Fläche des 20,98 km² großen Gemeindegebiets umfasst einen Abschnitt der gewellten Landschaft westlich des oberen Saônetals. Von Westen nach Osten wird das Gebiet vom Tal der Ougeotte durchquert, die für die Entwässerung zur Saône sorgt. Die flache Talaue ist meist weniger als 500 Meter breit und liegt durchschnittlich auf 235 m. Flankiert wird das Tal auf beiden Seiten von den Höhen, welche die östlichen Ausläufer des Plateaus von Langres bilden. Diese werden untergliedert durch die Taleinschnitte verschiedener Seitenbäche der Ougeotte: Von Norden münden der Ruisseau le Saupiquet (westliche Grenze) und der Ruisseau de Couaz (östliche Grenze), von Süden der Ruisseau de Cherlieu.
Nördlich des Ougeotte-Tals reicht der Gemeindeboden auf eine überwiegend landwirtschaftlich genutzte Hochfläche mit den Höhen Les Perrières (308 m) und Côte d'Enfer (302 m). Südlich des Tales befinden sich große Waldungen: Bois de Montigny (342 m) und Forêt de Cherlieu, in der mit 369 m die höchste Erhebung von Montigny-lès-Cherlieu erreicht wird. Zwischen diese Waldhöhen ist das Tal des Ruisseau de Cherlieu eingesenkt, in dem sich das ehemalige Kloster befindet. Über die Mulde von Bougey erstreckt sich das Gemeindeareal weiter südwärts bis zum Grand Bois. In geologisch-tektonischer Hinsicht bestehen diese Höhen aus einer Wechsellagerung von sandig-mergeligen und kalkigen Sedimenten der Lias (Unterjura).
Zu Montigny-lès-Cherlieu gehört die Siedlung Cherlieu (270 m) am gleichnamigen Bach in den Höhen der Forêt de Cherlieu. Nachbargemeinden von Montigny-lès-Cherlieu sind Vitrey-sur-Mance, Saint-Marcel und Jussey im Norden, Bougey im Osten, Oigney, Melin und Preigney im Süden sowie Chauvirey-le-Vieil und Chauvirey-le-Châtel im Westen.

## Geschichte
Den Ursprung der Besiedlung des Gebietes bildete ein kleines Priorat des Antoniter-Ordens, das im Jahr 1127 erwähnt wird. An dieser Stelle gründete Bernhard von Clairvaux 1131 das Zisterzienserkloster Cherlieu, dessen Mönche das Gebiet urbar machten. Zu den Grangien des Klosters gehörte das Gehöft Marlay (bereits 1127 urkundlich belegt) und die Mühle Agneaucourt an der Ougeotte.
Montigny ist seit dem 12. Jahrhundert als Pfarrei belegt. Im Mittelalter gehörte das Dorf zur Freigrafschaft Burgund und darin zum Gebiet des Bailliage d’Amont. Noch in der ersten Hälfte des 12. Jahrhunderts gelangte Montigny in den Besitz des Klosters Cherlieu und teilte fortan dessen Schicksal. Von 1437 bis 1439 wurde Montigny von den Ecorcheurs geplündert und verwüstet. Zu weiteren Zerstörungen kam es 1569 durch die Truppen des Herzogs Wolfgang von Pfalz-Zweibrücken und während des Dreißigjährigen Krieges (1636). Zusammen mit der Franche-Comté gelangte Montigny-lès-Cherlieu mit dem Frieden von Nimwegen 1678 definitiv an Frankreich. Seit der Zeit der Französischen Revolution bildeten Montigny-lès-Cherlieu und Cherlieu eine gemeinsame Gemeinde.

## Sehenswürdigkeiten

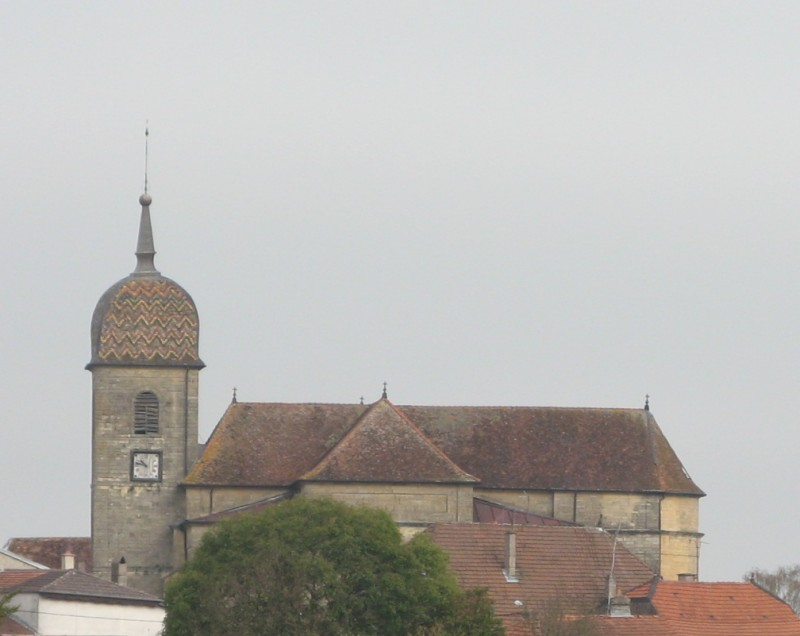
Kirche Notre-Dame de l’Assomption

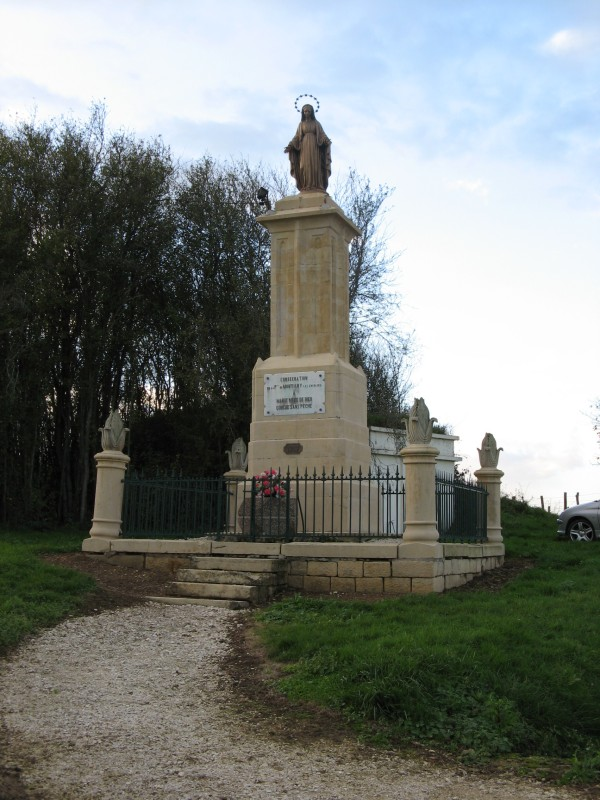
Vierge de Montigny

Die Kirche Notre-Dame de l’Assomption in Montigny wurde 1854 im historisierenden romanisch-byzantinischen Stil weitgehend neu erbaut. Der Glockenturm des Vorgängerbaus von 1752 blieb erhalten. Zur wertvollen Ausstattung gehören der reich skulptierte Altar, die Kanzel (17. Jahrhundert) sowie Täfelungen, Gemälde und Statuen aus dem 18. Jahrhundert. Etwas oberhalb des Dorfes steht die Statue der Heiligen Jungfrau (1857), die für die Verschonung des Ortes von der Cholera-Epidemie im Jahr 1854 errichtet wurde. In verschiedenen Häusern von Montigny-lès-Cherlieu wurden skulptierte Steine des ehemaligen Klosters Cherlieu verbaut. Im Ortszentrum befindet sich ein überdachter Rundbrunnen.
Zu den weiteren bedeutenden Sehenswürdigkeiten der Region zählen die Überreste des Klosters Cherlieu, die als Monument historique klassiert sind. Dazu gehören ein hohes Mauerstück des Querschiffs (13. Jahrhundert), Konventsgebäude aus dem 17. und 18. Jahrhundert und Reste des Kreuzgangs. Ein Kalvarienberg stammt aus dem 17. Jahrhundert. Die heute erhaltenen Gebäude des Gehöfts Marlay wurden im 16. Jahrhundert errichtet.

## Bevölkerung
| Jahr                       | 1962 | 1968 | 1975 | 1982 | 1990 | 1999 | 2006 |
| Einwohner                  | 285  | 259  | 219  | 196  | 169  | 152  | 170  |
| Quellen: Cassini und INSEE |      |      |      |      |      |      |      |

Mit 121 Einwohnern (1. Januar 2022) gehört Montigny-lès-Cherlieu zu den kleinen Gemeinden des Département Haute-Saône. Nachdem die Einwohnerzahl in der ersten Hälfte des 20. Jahrhunderts deutlich abgenommen hatte (1886 wurden noch 663 Personen gezählt), wurden seit Beginn der 1990er Jahre nur noch geringe Schwankungen verzeichnet.

## Wirtschaft und Infrastruktur
Montigny-lès-Cherlieu war bis weit ins 20. Jahrhundert hinein ein vorwiegend durch die Landwirtschaft (Ackerbau, Obstbau und Viehzucht) und die Forstwirtschaft geprägtes Dorf. Heute gibt es einige Betriebe des lokalen Kleingewerbes, darunter ein Unternehmen des Baugewerbes. In den letzten Jahrzehnten hat sich das Dorf zu einer Wohngemeinde gewandelt. Viele Erwerbstätige sind deshalb Wegpendler, die in den größeren Ortschaften der Umgebung ihrer Arbeit nachgehen.
Die Ortschaft liegt abseits der größeren Durchgangsachsen an einer Departementsstraße, die von Jussey nach Chauvirey-le-Châtel führt. Weitere Straßenverbindungen bestehen mit Vitrey-sur-Mance, Saint-Marcel, Bougey und Preigney.

## Persönlichkeiten
- Thomas Gousset (1792–1866), Kardinal und französischer Theologe
- Georges Cogniot, französischer Schriftsteller und Politiker